# Sasa nipponica
Sasa nipponica es una especie de bambú, originaria del este de Asia.  

## Descripción
Planta perenne con rizomas alargados; Culmos erectos; que alcanzan un tamaño de 50-80 cm de largo; leñosa. Entrenudos de los culmos cilíndricos; huecos; distalmente glabros.   Las ramas laterales dendroides.  Hoja y envoltura carecen de pelos. La lígula es una membrana eciliada. Base de la hoja de punta con una breve conexión al peciolo como a la vaina. Láminas foliares oblongas; 9-18 cm de largo; 25-45 mm de ancho. Hoja  pubescente en la superficie; abaxialmente peluda. Hoja de punta ápice acuminado. Inflorescencia en forma de una panícula  abierta; ovada; de 10 cm de largo. Espiguillas solitarias. Las espiguillas fértiles pediceladas comprenden 5-8 flósculos fértiles; con flósculos disminuidos en el ápice. Espiguillas lineales; comprimidas lateralmente; de 20-30 mm de largo; rompiendo en la madurez; desarticulando debajo de cada flósculo fértil. Raquilla con entrenudos de 4-5 mm de largo; pubescente. 

## Usos
Se usa comúnmente por sus características decorativas. Los brotes tiernos se comen cocidos; en Japón son una comida tan popular que hay una licencia especial para cosecharlos. Las semillas se emplean como cereal pero, como en muchas especies de bambúes, la planta sólo produce cada muchos años. En la naturaleza es alimento de ciervos y otros animales.

## Taxonomía
Sasa nipponica fue descrita por (Makino) Makino & Shibata y publicado en Botanical Magazine 15: 24. 1901.
Etimología
Sasa: nombre genérico que proviene del nombre japonés para un pequeño bambú.
nipponica: epíteto geográfico que alude a su localización en Japón.
Sinonimia
- Arundinaria bungoensis Nakai
- Arundinaria koboi Nakai
- Arundinaria nipponica (Makino) Makino
- Bambusa nipponica Makino
- Neosasamorpha elegans (Makino) Koidz.
- Sasa asoensis Nakai
- Sasa bicolor Koidz.
- Sasa elegans Makino
- Sasa hatenashiensis Koidz.
- Sasa hikosanensis Makino & Koidz.
- Sasa hiyeiana Koidz.
- Sasa igaensis Nakai
- Sasa iyoensis Nakai
- Sasa kumaensis Koidz.
- Sasa kumasoana Koidz.
- Sasa kuntaensis Koidz.
- Sasa lokkomontana Koidz.
- Sasa maculata Nakai
- Sasa maculata var. abei Sad.Suzuki
- Sasa mikawana Koidz.
- Sasa nagasei Sad.Suzuki
- Sasa nagasei f. pilosa Sad.Suzuki
- Sasa nandaiensis Koidz.
- Sasa neotenuissima Koidz.
- Sasa nunobikiensis Koidz.
- Sasa ohminensis Makino & Koidz.
- Sasa pycnotricha Koidz.
- Sasa sacrosancta Koidz.
- Sasa sambiensis Koidz.
- Sasa scaberula Makino & Koidz.
- Sasa tashiroi Koidz.
- Sasa tenuissima Makino & Nakai
- Sasa tomodensis Nakai
- Sasa ureneiana Koidz.
- Sasa yoigana Koidz.
- Sasaella bungoensis (Nakai) Koidz.
- Sasaella koboi (Nakai) Koidz.[5]